# Тривино, Лу
Лу Алберт Тривино (англ. Lou Albert Trivino, 1 октября 1991, Грин-Лейн, Пенсильвания) — американский бейсболист, питчер клуба Главной лиги бейсбола «Окленд Атлетикс».

## Биография

### Ранние годы и начало карьеры
Лу Тривино родился 1 октября 1991 года в Грин-Лейне в Пенсильвании. Он окончил старшую школу Аппер-Бакс Крисчен, во время учёбы играл за её команды по бейсболу, баскетболу и футболу. Дважды его признавали самым ценным игроком бейсбольной лиги. После окончания школы Тривино поступил в Пенсильванский университет в Слиппери-Рок. В 2011 году он дебютировал в составе его команды в турнире Спортивной конференции штата Пенсильвания, входившей в состав II дивизиона NCAA. В первом сезоне Тривино сыграл одиннадцать матчей в роли стартового питчера, одержал четыре победы при одном поражении.
В сезоне 2012 года он сыграл в стартовом составе двенадцать матчей с пропускаемостью 1,78, одержал восемь побед при трёх поражениях. По итогам турнира Тривино был включён в состав сборной звёзд Западного дивизиона конференции. В 2013 году он принял участие в тринадцати матчах, все, кроме одного, начал стартовым питчером. На поле он провёл 76,2 иннингов с пропускаемостью 1,83. Тривино установил рекорды университета по количеству страйкаутов за сезон и за карьеру. Второй раз подряд его включили в сборную звёзд дивизиона. Летом он играл в студенческой Лиге Прибрежной равнины в составе команды «Флоренс Редвулвс».

### Профессиональная карьера
На драфте Главной лиги бейсбола 2013 года Тривино был выбран в одиннадцатом раунде клубом «Окленд Атлетикс». Профессиональную карьеру он начал стартовым питчером, в 2013 и 2014 годах играя за фарм-команды «Вермонт Лейк Монстерз» и «Белойт Снэпперс». Сезон 2015 года Тривино начал в стартовой ротации клуба «Стоктон Портс». После девяти сыгранных матчей с пропускаемостью 5,45, тренерский штаб команды перевёл его в буллпен. В роли реливера он принял участие в 23 матчах с пропускаемостью 2,70. В последующее межсезонье он использовал новую программу тренировок, в результате чего в 2016 году скорость фастбола выросла с 96 до 101 мили в час. По ходу сезон Тривино был переведён из «Стоктона» в «Мидленд Рокхаундс», с которыми выиграл чемпионат Техасской лиги. Первую часть сезона 2017 года он провёл в составе Рокхаундс, сыграв 33,1 иннинга с показателем пропускаемости 2,43. Затем Тривино был переведён в команду AAA-лиги «Нэшвилл Саундз». До конца сезона он сыграл ещё 35 иннингов с ERA 3,60. В декабре 2017 года он был включён в расширенный состав «Окленда».
В 2018 году Тривино дебютировал в составе «Атлетикс» в Главной лиге бейсбола. В своём первом сезоне он провёл на поле 74 иннинга с пропускаемостью 2,92. В следующем сезоне он сыграл 60 иннингов, пропустив часть чемпионата из-за травм локтя, пальца и рёбер. Его пропускаемостью в 2019 году выросла до 5,25, количество сделанных страйкаутов сократилось с 82 до 57. В сокращённом из-за пандемии COVID-19 сезоне 2020 года Тривино провёл на поле 23,1 иннинга. Он сделал 26 страйкаутов при 10 уоках, показатель ERA составил 3,86. После окончания чемпионата он рассматривался как один из кандидатов на роль клоузера вместо ушедшего Лиама Хендрикса.